# Transit-oriented development

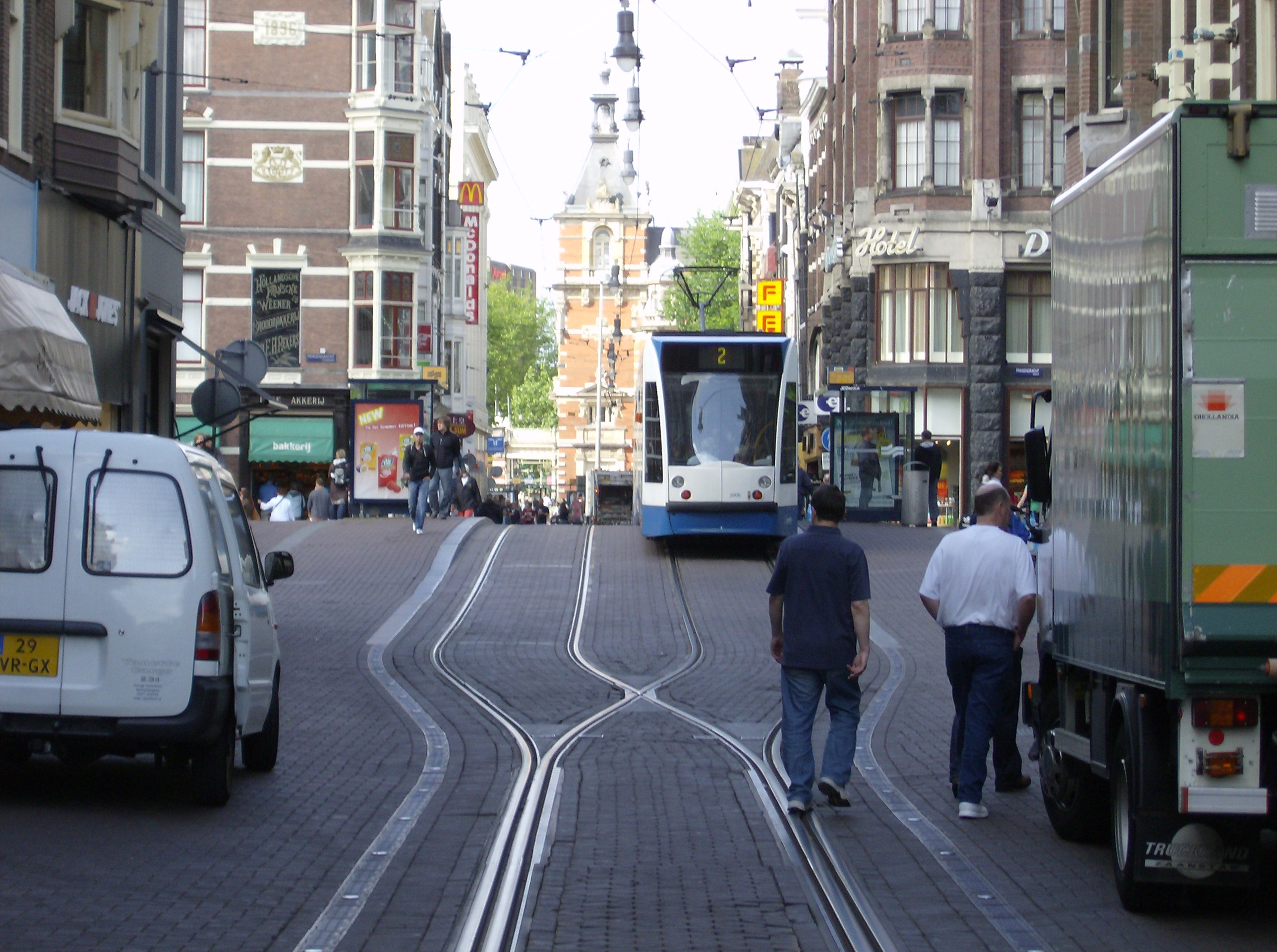
Una via di Amsterdam: nella stessa strada trasporti pubblici, pedoni e ciclisti convivono al fianco della mobilità privata

Transit-oriented development (TOD) è un termine in uso nei paesi anglofoni (soprattutto Stati Uniti e Canada) che indica un'area cittadina ad uso misto e ad alta densità abitativa, realizzata per massimizzare l'utilizzo del trasporto pubblico. Il termine è nato come definizione di un tipo di sviluppo urbanistico alternativo al contesto nordamericano della dipendenza dall'automobile (Car dependency). Un quartiere TOD viene costruito attorno ad una fermata di un qualunque trasporto pubblico e ed è l'opposto di un quartiere COD (Car-oriented development).